# Teotihuacan Priests
Die Teotihuacan Priests sind ein semi-professioneller mexikanischer Eishockeyclub aus Mexiko-Stadt, der 2010 gegründet wurde und in der Liga Mexicana Élite spielt.

## Geschichte
Die Teotihuacan Priests nahmen zur Saison 2010/11 als Gründungsmitglied den Spielbetrieb in der erstmals ausgetragenen Liga Mexicana Élite auf. In ihrer Premierenspielzeit belegte die Mannschaft den dritten Platz der Hauptrunde. In den Playoffs besiegte die Mannschaft zunächst die Aztec Eagle Warriors im Halbfinale mit 2:0 Siegen und schließlich im Finale die Mayan Astronomers mit 2:1 Siegen, wodurch die Teotihuacan Priests erster Meister der neuen Liga wurden. 
Der Teamname und das Vereinslogo sind an die antike Stadt Teotihuacán angelehnt. 